# Intelligent Games
Intelligent Games war ein britisches Entwicklerstudio, das 1988 von Matthew Stibbe gegründet wurde. Zu den Auftraggebern gehörten namhafte Hersteller wie Hasbro, Sony und Westwood Studios. Der Erfolg blieb jedoch aus. 2000 kaufte Electronic Arts den Gründer aus und schloss das Studio zwei Jahre später.

## Ludographie
- Imperium (1990)
- USS Ticonderoga: Life and Death on the High Seas (1995)
- SimIsle: Missionen im Regenwald (1995)
- PGA European Tour (1996)
- Azrael's Tear (1996)
- Waterworld (1997)
- PGA Tour: Laptop (1997)
- PGA Tour 98 (1997)
- LEGO Loco (1998)
- Dune 2000 (1998)
- Tiger Woods 99 PGA Tour Golf (1998)
- Pro 18 World Tour Golf (1999)
- Action Man: Raid on Island X (1999)
- Action Man: Jungle Storm (2000)
- F1 Manager (2000)
- Tweenies: Game Time (2001)
- The Powerpuff Girls: Mojo Jojo's Pet Project (2001)
- Dexter's Laboratory: Science Ain't Fair (2001)
- Carrera Grand Prix (2001)
- LEGO Stunt Rally (2001)
- Emperor: Battle for Dune (2001)
- 2002 FIFA World Cup (2002)
- Action Man: Arctic Adventure (2002)
- Universal Monsters: Monsterville (2002)
- FlipDis (2002)
- The Powerpuff Girls: Gamesville (2002)
- FIFA 2003 (2002)